# Bo Johansson (friidrottare)
Bo Gunnar Ove Johansson, född 25 augusti 1940, död 18 april 2023, var en svensk idrottsman (långdistanslöpare) som under 1960- och 1970-talet tävlade för Örgryte IS. Han vann SM-guld på 30 000 meter och i maraton år 1967.